# Dominikanski pezo
Dominikanski pezo, ISO 4217: DOP, je valuta Dominike. Dijeli se na 100 centava, a u domaćem platnom prometu označava se kraticom RD$.
Predstavljen je 1844., kada je zamijenio haićanski gourd. Podjedinica je bila real, a 8 reala činilo je 1 pezo. Osnovna jedinica dijeli se na 100 podjedinica od 1877., a podjedinica je nazvana je centavo. Od 1891. do 1897. uz pezo je korištena i druga valuta - franko. Godine 1905.  američki dolar zamjenjuje pezo kao sredstvo plaćanja. Tako ostaje do 1937. kada je uveden zlatni pezo, koji se koristi i danas. Prvotno su se izdavale samo kovanice, a od 1947. u upotrebi su i novčanice. Središnja banka izdaje kovanice od 1, 5, 10 i 25 dolara, te novčanice od 50, 100, 200, 500, 1000 i 2000 dolara.

## Vanjske poveznice
- Središnja banka[neaktivna poveznica]